# Neomochtherus oregonae
Neomochtherus oregonae là một loài ruồi trong họ Asilidae. Neomochtherus oregonae được Martin miêu tả năm 1975. Loài này phân bố ở vùng Tân Bắc giới.